# Художествена галерия (Казанлък)
Художествена галерия – Казанлък е създадена през 1901 г. от Петър Топузов и Иван Енчев-Видю като „Музей за старини и изкуства“. Първата творба, която слага началото на най-ранната в България художествена сбирка, е поръчан от Топузов акварел на тогава 19-годишния художник Радомир Мандов – „Останки от цар-Асеновата крепост“.
Благодарение на неуморните усилия на художника Иван Енчев-Видю в периода 1902 – 1906 г. постъпват творби на скулпторите Жеко Спиридонов и Борис Шац, на живописците Георги Митов, Захари Желев, Борис Михайлов и др.
В периода 1930 – 1958 г. директор на музея и галерията е художникът и писател Димитър Чорбаджийски–Чудомир. Той успява да обогати колекцията с национално значими автори и творби. От 1973 г. галерията е самостоятелен културен институт.
Художествената галерия притежава ценен фонд от живописни, графични и скулптурни творби на именити български художници, колекция от икони и щампи, колекция екслибриси и малка сбирка от декоративно-приложни изкуства.
Постоянната експозиция показва 266 живописни и скулптурни творби, подбрани от фонда на галерията. Тя включва:
- колекция от 57 икони (17 – 20 век);
- 95 творби на 59 художници, свързани с Казанлък (Петко Клисуров, Иван Вълчанов, Иван Енчев-Видю, Захари Желев, Иван Милев, Иван Пенков, Чудомир, Мара Чорбаджийска, Станьо Стаматов, Дечко Узунов, Ненко Балкански, Константин Трингов, Васил Бараков, Христо Песев, Мара Йосифова и др.)
- 171 творби на 88 бележити български художници като Иван Мърквичка, Антон Митов, Никола Кожухаров, Стефан Иванов, Борис Денев, Златю Бояджиев, Цанко Лавренов, Владимир Димитров-Майстора, Васил Стоилов, Илия Петров, Кирил Цонев, Бенчо Обрешков, Александър Петров, Димитър Казаков-Нерон, както и скулпторите Александър Андреев, Жеко Спиридонов, Андрей Николов, Анастас Дудулов, Петър Рамаданов, Иван Лазаров, Любомир Далчев, Васка Емануилова, Христо Песев и др.

Галерията предлага на вниманието на ценителите и 2 експозиции с творби на именитите художници Дечко Узунов и Ненко Балкански, разположени в родните им къщи.